# Капитуляция Японии
Капитуля́ция Япо́нии 2 сентября 1945 года — событие, официально завершившее Вторую мировую войну. Зафиксировано актом, подписанным на борту линкора «Миссури».
К концу июля 1945 года Императорский японский флот полностью утратил боеспособность, возникла угроза вторжения союзников на территорию Японии. В то время как публичными заявлениями объявлялось намерение воевать до конца, члены Высшего военного совета Японии («Большой шестёрки») тайно предлагали нейтральному Советскому Союзу временный мирный договор на выгодных для себя условиях. Между тем Советский Союз готовился к нападению на Японию для выполнения условий Тегеранской и Ялтинской конференций.
26 июля 1945 года президент США Гарри Трумэн, премьер-министр Великобритании Уинстон Черчилль и президент Китайского Национального правительства Чан Кайши в Потсдамской Декларации выставили условия безоговорочной сдачи для Японской империи. В ультиматуме заявлялось, что если Япония не сдастся, ей грозит «полное опустошение японской метрополии». Япония условия ультиматума отвергла.
В России 3 сентября является днём воинской славы — Днём окончания Второй мировой войны.

## Предыстория

### Угроза поражения
К 1945 году превосходство союзников над японской военной машиной стало очевидно. В течение предыдущих двух лет японцы неуклонно терпели поражения в Юго-Западной части Тихого океана, Индии, в ходе Марианско-палауской операции и кампании на Филиппинах. В июле 1944 года, после потери Сайпана произошла замена премьер-министра страны: генерала Тодзио Хидэки сменил генерал Койсо Куниаки. Заняв пост, он заявил, что решающим местом схватки станут именно Филиппины. После потери архипелага генерала сместили в пользу адмирала императорского флота Судзуки Кантаро. Однако ему тоже не удалось остановить продвижение союзников, которые в начале 1945 года заняли первые острова в непосредственной близости от центра страны, Иводзима и Окинава. Последний должен был стать плацдармом для операции «Даунфол», вторжения союзников на Японские внутренние острова. Тем временем, после поражения нацистской Германии Советский Союз начал медленную переброску своих наиболее закалённых в боях частей с Европейского театра на Дальний Восток, пополнив опытными подразделениями силы из примерно 40 дивизий, которые были расквартированы в регионе ещё в 1941 году, после боёв на озере Хасан и реке Халхин-Гол, являясь противовесом для миллионной Квантунской армии.
Проводимая в Тихом океане подводная кампания союзников и минирование японских прибрежных вод уничтожили большую часть японского торгового флота. В Японии мало природных ресурсов, поэтому страна сильно зависит от импорта сырья. После уничтожения торговых кораблей она столкнулись с острой нехваткой природных ресурсов, особенно нефти, которую импортировала из подконтрольной Маньчжурии, из других частей материковой Восточной Азии и из ранее завоёванной Нидерландской Ост-Индии. Уничтожение торгового флота вкупе с грамотными стратегическими бомбардировками по объектам японской промышленности привело к разрушению военной экономики страны. Отныне японцы производили лишь малый процент угля, железа, стали, каучука и других жизненно важных показателей по сравнению с довоенными показателями.
Из-за понесённых потерь Императорский флот Японии перестал быть грозной силой. После серии налетов на японские верфи в Куре единственными крупными боевыми кораблями, которые оставались в боеспособном состоянии, стали шесть авианосцев, четыре крейсера и один линкор, ни один из которых не мог быть в достаточном количестве обеспечен топливом. И хотя в строю ещё находились 19 эсминцев и 38 подводных лодок, их использование было серьёзно ограничено из-за недостатка в топливе.

### Приготовления к обороне
Перед лицом перспективы вторжения на Внутренние острова начиная с Кюсю и одновременно перспективы советского вторжения в Маньчжурию, последний источник природных ресурсов Японии, военный журнал Имперского штаба в 1944 году заключил: «Мы больше не можем вести войну с надеждой на успех. Единственный оставшийся путь — это стомиллионное население Японии, которое должно пожертвовать своими жизнями, атакуя противника, чтобы заставить его потерять желание бороться». В качестве последней попытки остановить продвижение союзников японское императорское командование запланировало тотальную оборону Кюсю под кодовым названием Операция «Кэцуго». Японское правительство решило отойти от планов глобальной внутренней обороны, показавших свою неэфективность на Филиппинах, Окинаве, Иводзиме и Пелелиу. Вместо этого вся ставка делалась на плацдарм, место высадки группировки союзников. При этом для атаки флота командование подготовило 3000 камикадзе, перед которыми ставилась задача уничтожить корабли-амфибии. Если бы и данная операция не оттолкнула союзников, на берег бы отправились ещё 3500 камикадзе и 5000 катеров-смертников «Синъё» вместе с последними кораблями ВМС, которые были ещё способны сражаться. При неудаче данных сил для обороны острова «до последнего» оставалось ещё 3000 самолётов. Стратегия последней вылазки на Кюсю была основана на предположении о сохранении нейтралитета со стороны СССР.

## Высший военный совет
Главным политическим руководством Японии был Высший военный совет (создан в 1944 году премьер-министром Куниаки Коисо), так называемая «Большая шестёрка» — Премьер-министр Японии, министр иностранных дел, военный министр, министр флота, глава генштаба армии, председатель генштаба флота. На время формирования правительства Судзуки в апреле 1945 года совет образовывали:
- Премьер-министр: Адмирал Кантаро Судзуки
- Министр иностранных дел: Сигэнори Того
- Министр армии: генерал Корэтика Анами
- Министр флота: адмирал Мицумаса Ёнай
- Глава генштаба армии: генерал Ёсидзиро Умэдзу
- Глава генштаба флота: адмирал Косиро Оикава

По существовавшему тогда закону армия и флот Японии имели право назначать министров или отказывать им в назначении. Таким образом, они могли предотвращать образование нежелательных правительств или свергать существующие.
Лорд-хранитель императорской тайной печати Коити Кидо и император Хирохито могли присутствовать на некоторых заседаниях по желанию последнего.

## Приказ имперского генерального штаба о безоговорочной капитуляции японских вооружённых сил
Общий военный и военно-морской приказ № 1 от 14.08.1945 г.
1. Имперский генеральный штаб, по приказу императора и во исполнение сдачи императором всех японских вооруженных сил верховному главнокомандующему союзных держав, настоящим повелевает всем своим командующим в Японии и за её пределами дать приказ находящимся под их командованием японским вооруженным силам и контролируемым японцами войскам прекратить военные действия немедленно, сложить свое оружие, остаться на своих настоящих позициях и безоговорочно капитулировать перед командующими, действующими от имени Соединённых Штатов, Китайской Республики, Соединённого Королевства и Британской Империи и Союза Советских Социалистических Республик, как указано ниже, или как может быть дополнительно приказано верховным главнокомандующим союзных держав.
a) Старшие японские командиры и все наземные, морские, воздушные и вспомогательные силы внутри Китая (Исключая Маньчжурию), Формозы, и Французского Индокитая — севернее 16° северной широты — должны сдаться Генералиссимусу Чан Кайши.
b) Старшие японские командиры и все наземные, морские, воздушные и вспомогательные силы внутри Маньчжурии, Кореи севернее. 38°50' северной широты, Карафуто и на Курильских островах должны сдаться Главнокомандующему советскими войсками на Дальнем Востоке.

c) Старшие японские командиры и все наземные, морские, воздушные и вспомогательные силы на Андаманских и Никобарских островах, в Бирме, Сиаме, Французском Индокитае южнее 16° северной широты, — в Малайе, на Суматре, Яве, Малых Зондских (включая Бали, Бомбок и Тимор), Боеро, Серам, Амбон, Кай, Ароэ, Танимбар и на островах в море Арафура, на острове Целебес, Галмахера и в Голландской Новой Гвинее должны сдаться союзному главнокомандующему района Юго-Восточной Азии.
Несмотря на приказ императорского генерального штаба, капитуляция японских армий проходила постепенно:
15 августа 1945 года капитулировала Экспедиционная армия в Китае — крупнейшая континентальная группировка численностью 1,2 миллиона японских солдат. Однако японской армии сохранили оружие, чтобы поддерживать порядок до прибытия войск Союзников.
16 августа 1945 года капитулировала Квантунская армия численностью 700 тыс. японских солдат.
28 августа 1945 года капитулировало Первое и Второе командование вооружённых сил центральной Японии численностью 4 миллиона японских солдат. После капитуляции структуры командования продолжали действовать вплоть до 1 ноября 1945 года, поддерживая порядок до прибытия оккупационных сил и осуществляя демобилизацию и роспуск Императорской армии.
12 сентября 1945 года капитулировала Южная группа армий численностью 680 тыс. японских солдат. Другие части армии сдавались постепенно, по мере прибытия войск Союзников вплоть до 30 ноября 1945 года, когда в Сайгоне Луису Маунтбеттену сдался командующий Южной группы армий маршал Тэраути Хисаити.

## Внутренние противоречия японского руководства
Большинство милитаризованного правительства Судзуки выступало за продолжение войны. Для японцев капитуляция была немыслимой вещью, ведь до этого Япония не проиграла ни одной войны и не подвергалась оккупации своей территории. Только Мицумаса Ёнай, министр флота, выступал за скорейшее окончание войны. Историк Ричард Б. Франк пишет:
«В отдалённой перспективе Судзуки, возможно, предполагал мир, но он не намерен был подписывать его в сжатые сроки или соглашаться на условия союзников. В своих собственных высказываниях на правительственных совещаниях он не употреблял намёков относительно скорейшего прекращения войны … Его избранники на правительственных должностях, кроме одного, вовсе не были сторонниками мира»
После окончания войны Судзуки, остальные чиновники и их защитники утверждали, что они вели тайные наработки по миру, но эти заявления не получили подтверждения. Чтобы аргументировать несоответствие между публичными действиями и закулисной игрой, адвокаты ссылались на японскую концепцию харагэй — «искусства скрытой техники». Однако многие историки с этим не согласны.
Японское руководство не исключало возможности переговоров для улаживания войны. Согласно довоенным замыслам предусматривалось быстрое наступление, консолидация, как следствие — война с США и конечное мирное соглашение, по которому удалось бы оставить за собой хотя бы некоторые из завоёванных территорий. На период 1945 года японские лидеры сходились на том, что война идёт неудачно, но не могли достичь согласия относительно возможности переговоров для её окончания. Существовало два лагеря: так называемый «мирный» лагерь предлагал дипломатическим путём склонить руководителя Советского Союза Иосифа Сталина к переговорам и при его посредничестве урегулировать конфликт между Японией и Союзниками. Сторонники жёсткой линии предлагали провести решающую битву, а также ответить действиями подводных лодок с бактериологическим оружием по американским городам в ответ на обычные массированные (в Токио от обычной бомбёжки погибло 100 тыс. чел.) и ядерные американские бомбардировочные рейды, и таким образом подвергнуть союзников огромным потерям, которые побудили бы их к выходу из войны, или ведению переговоров на более приемлемых условиях. Оба подхода основывались на опыте Японии времён Русско-японской войны сорокалетней давности, сложившемуся по ряду тяжёлых, но безрезультатных сражений и морской битве в Цусимском проливе, ставшей решающей, и факте наличия у Японии бактериологического оружия успешно применённого в Китае. С его потерей, Японии стало нечего противопоставить уничтожению американцами своего мирного населения с воздуха.